# Skyfall (bài hát)
"Skyfall" là một bài hát của nghệ sĩ thu âm người Anh Adele sáng tác như là bản nhạc chủ đề cho bộ phim năm 2012 cùng tên thuộc phần thứ 23 của chuỗi loạt phim về nhân vật James Bond. Nó được phát hành làm đĩa đơn vào ngày 5 tháng 10 năm 2012 bởi XL Recordings và Columbia Records như là một phần của Ngày toàn cầu James Bond, nhằm kỷ niệm 50 năm phát hành của Dr. No, bộ phim James Bond đầu tiên. Bài hát được đồng viết lời bởi Adele và Paul Epworth, người cũng đồng thời chịu trách nhiệm sản xuất nó, bên cạnh sự tham gia từ dàn nhạc giao hưởng bởi J. A. C. Redford. Hãng phim Eon Productions bắt đầu tiếp cận nữ ca sĩ để thực hiện bài hát chủ đề cho Skyfall vào đầu năm 2011, một lời đề nghị được Adele chấp thuận sau khi hoàn tất việc đọc kịch bản bộ phim. Trong quá trình sáng tác bài hát, Adele và Epworth thể hiện mong muốn phát triển nó theo phong cách orchestral pop nhằm mục đích nắm bắt tinh thần và phong cách của những bản nhạc chủ đề Bond trước, bao gồm phần lời mang tâm trạng tối tăm và ủ rũ nhằm mô tả cốt truyện của phim.
Sau khi phát hành, "Skyfall" nhận được những phản ứng tích cực từ các nhà phê bình âm nhạc, trong đó họ đánh giá cao giai điệu lôi cuốn, chất giọng của Adele cũng như quá trình sản xuất của nó, và so sánh tác phẩm với những bản nhạc chủ đề Bond của Shirley Bassey. Bài hát cũng tiếp nhận những thành công vượt trội về mặt thương mại, đứng đầu các bảng xếp hạng ở Bỉ, Pháp, Đức, Hungary, Ireland, Ý, Hà Lan và Thụy Sĩ, và lọt vào top 10 ở hầu hết những quốc gia nó xuất hiện, bao gồm vươn đến top 5 ở nhiều thị trường lớn như Úc, Áo, Canada, Đan Mạch, New Zealand, Ba Lan và Vương quốc Anh. Tại Hoa Kỳ, bài hát ra mắt và đạt vị trí thứ tám trên bảng xếp hạng Billboard Hot 100, trở thành đĩa đơn thứ tư của nữ ca sĩ vươn đến top 10 và là đĩa đơn có thứ hạng ra mắt cao nhất của nữ ca sĩ lúc bấy giờ, đồng thời tiêu thụ được hơn 2.4 triệu bản tại đây. Ngoài ra, đây cũng là bài hát thứ bảy của loạt phim Bond làm được điều này. Tính đến nay, nó đã bán được hơn 7.5 triệu bản trên toàn cầu, trở thành một trong những đĩa đơn bán chạy nhất mọi thời đại.
Một video ca nhạc cho "Skyfall" đã được phát hành, trong đó bao gồm toàn bộ những hình ảnh từ bộ phim và không có sự xuất hiện của Adele bởi cô đang trong thời kì mang thai. Kể từ khi phát hành, nó đã gặt hái nhiều giải thưởng và đề cử tại những lễ trao giải lớn, bao gồm chiến thắng tại giải Hiệp hội Phê bình Phim Phát sóng, giải Quả cầu vàng và giải Oscar cho Bài hát gốc xuất sắc nhất vào năm 2012 cũng như giải Brit năm 2013 ở hạng mục Đĩa đơn Anh quốc của năm và Bài hát nhạc phim hay nhất tại lễ trao giải thường niên lần thứ 56, và là bản nhạc chủ đề Bond đầu tiên chiến thắng tất cả những giải thưởng kể trên. Ngoài ra, bài hát đã được hát lại và sử dụng làm nhạc mẫu bởi nhiều nghệ sĩ khác nhau, như Vitas, Logic và Sam Tsui. Để quảng bá bài hát, nữ ca sĩ đã trình diễn "Skyfall" trên một số chương trình truyền hình và lễ trao giải lớn, bao gồm lần đầu tiên tại lễ trao giải Oscar lần thứ 85 và Adele Live in New York City, cũng như trong nhiều chuyến lưu diễn của cô. Mặc dù được ghi nhận một thành công về mặt chuyên môn lẫn thương mại, nhưng nó đã không xuất hiện trong album nhạc phim chính thức của bộ phim.

## Danh sách bài hát
- Tải kĩ thuật số[3]

1. "Skyfall" – 4:46

- Đĩa 7" tại châu Âu và Anh quốc[4]

1. "Skyfall" – 4:46
2. "Skyfall" (không lời) – 4:45

## Thành phần thực hiện
Thành phần thực hiện được trích từ ghi chú của "Skyfall", XL Recordings và Columbia Records.
Thu âm và phối khí
- Thu âm tại Abbey Road Studios ở Luân Đôn, Anh.

Thành phần
| - Adele – giọng chính, viết lời - Paul Epworth – viết lời, sản xuất, phụ trách bộ gõ, dàn bè, hòa âm - Pete Hutchington – trợ lý sản xuất - Joe Hartwell Jones – trợ lý sản xuất - Matt Wiggins – kỹ thuật viên - Simon Rhodes – thu hòa âm - Tom Elmhirst – phối khí - Tom Coyne – chỉ đạo kỹ thuật - James Reid – guitar | - Leo Taylor – trống - Nikolai Torp Larsen – piano - Tom Herbert – bass - Metro Voices – giọng nền - Jenny O'Grady – chỉ đạo giọng nền - J. A. C. Redford – dàn nhạc, hòa âm, chỉ đạo - Isobel Griffiths – quản lý dàn nhạc - Charlotte Matthews – hỗ trợ quản lý dàn nhạc - Thomas Bowes – chỉ huy dàn nhạc |

## Xếp hạng
| Bảng xếp hạng (2012-13)               | Vị trí cao nhất |
| ------------------------------------- | --------------- |
| Úc (ARIA)                             | 5               |
| Áo (Ö3 Austria Top 40)                | 2               |
| Bỉ (Ultratop 50 Flanders)             | 1               |
| Bỉ (Ultratop 50 Wallonia)             | 1               |
| Brazil (Billboard Brasil Hot 100)     | 25              |
| Brazil (Hot Pop Songs)                | 3               |
| Canada (Canadian Hot 100)             | 3               |
| Cộng hòa Séc (Rádio Top 100)          | 1               |
| Đan Mạch (Tracklisten)                | 2               |
| Phần Lan (Suomen virallinen lista)    | 15              |
| Pháp (SNEP)                           | 1               |
| Đức (Official German Charts)          | 1               |
| Hy Lạp Nhạc số (Billboard)            | 1               |
| Hungary (Rádiós Top 40)               | 1               |
| Hungary (Single Top 40)               | 1               |
| Ireland (IRMA)                        | 1               |
| Israel (Media Forest)                 | 1               |
| Ý (FIMI)                              | 1               |
| Nhật Bản (Japan Hot 100)              | 20              |
| Luxembourg (Billboard)                | 1               |
| Mexico (AMPROFON)                     | 21              |
| Hà Lan (Dutch Top 40)                 | 1               |
| Hà Lan (Single Top 100)               | 1               |
| New Zealand (Recorded Music NZ)       | 2               |
| Na Uy (VG-lista)                      | 7               |
| Ba Lan (Polish Airplay Top 100)       | 5               |
| Bồ Đào Nha (Billboard)                | 2               |
| Scotland (OCC)                        | 3               |
| Slovakia (Rádio Top 100)              | 5               |
| Hàn Quốc (Gaon International Singles) | 1               |
| Tây Ban Nha (PROMUSICAE)              | 4               |
| Thụy Sĩ (Schweizer Hitparade)         | 1               |
| Anh Quốc (OCC)                        | 2               |
| Hoa Kỳ Billboard Hot 100              | 8               |
| Hoa Kỳ Adult Contemporary (Billboard) | 11              |
| Hoa Kỳ Adult Pop Airplay (Billboard)  | 14              |
| Hoa Kỳ Dance Club Songs (Billboard)   | 10              |
| Hoa Kỳ Pop Airplay (Billboard)        | 37              |

| Bảng xếp hạng (2012)                     | Vị trí |
| ---------------------------------------- | ------ |
| Austria (Ö3 Austria Top 40)              | 40     |
| Belgium (Ultratop 50 Flanders)           | 16     |
| Belgium (Ultratop 50 Wallonia)           | 8      |
| Denmark (Tracklisten)                    | 37     |
| Finland (Suomen virallinen lista)        | 8      |
| France (SNEP)                            | 5      |
| Germany (Official German Charts)         | 17     |
| Hungary (Rádiós Top 40)                  | 38     |
| Israel (Media Forest)                    | 40     |
| Italy (FIMI)                             | 5      |
| Netherlands (Dutch Top 40)               | 38     |
| Netherlands (Single Top 100)             | 8      |
| South Korea (Gaon International Singles) | 32     |
| Spain (PROMUSICAE)                       | 36     |
| Switzerland (Schweizer Hitparade)        | 20     |
| UK Singles (Official Charts Company)     | 20     |
| Bảng xếp hạng (2013)                     | Vị trí |
| Belgium (Ultratop 50 Flanders)           | 50     |
| Belgium (Ultratop 50 Wallonia)           | 20     |
| Canada (Canadian Hot 100)                | 52     |
| France (SNEP)                            | 13     |
| Germany (Official German Charts)         | 88     |
| Hungary (Rádiós Top 40)                  | 46     |
| Israel (Media Forest)                    | 42     |
| Italy (FIMI)                             | 47     |
| Netherlands (Dutch Top 40)               | 69     |
| Netherlands (Single Top 100)             | 75     |
| South Korea (Gaon International Singles) | 68     |
| Switzerland (Schweizer Hitparade)        | 28     |
| UK Singles (Official Charts Company)     | 88     |
| US Adult Contemporary (Billboard)        | 49     |

## Chứng nhận
| Quốc gia                                                                           | Chứng nhận  | Số đơn vị/doanh số chứng nhận |
| ---------------------------------------------------------------------------------- | ----------- | ----------------------------- |
| Úc (ARIA)                                                                          | Vàng        | 35.000^                       |
| Bỉ (BEA)                                                                           | Bạch kim    | 30.000*                       |
| Canada (Music Canada)                                                              | 5× Bạch kim | 0*                            |
| Đan Mạch (IFPI Đan Mạch)                                                           | Bạch kim    | 60,000^                       |
| Phần Lan (Musiikkituottajat)                                                       | Vàng        | 5,214                         |
| Pháp (SNEP)                                                                        | —           | 333,700                       |
| Đức (BVMI)                                                                         | Bạch kim    | 500.000^                      |
| Ý (FIMI)                                                                           | 2× Bạch kim | 60.000*                       |
| México (AMPROFON)                                                                  | 2× Bạch kim | 120.000*                      |
| New Zealand (RMNZ)                                                                 | Vàng        | 7.500*                        |
| Hàn Quốc (Gaon Chart)                                                              | —           | 375,002                       |
| Anh Quốc (BPI)                                                                     | Bạch kim    | 808,000                       |
| Hoa Kỳ (RIAA)                                                                      | 2× Bạch kim | 2,400,000                     |
| * Chứng nhận dựa theo doanh số tiêu thụ. ^ Chứng nhận dựa theo doanh số nhập hàng. |             |                               |